# 弗賴萊斯山脈

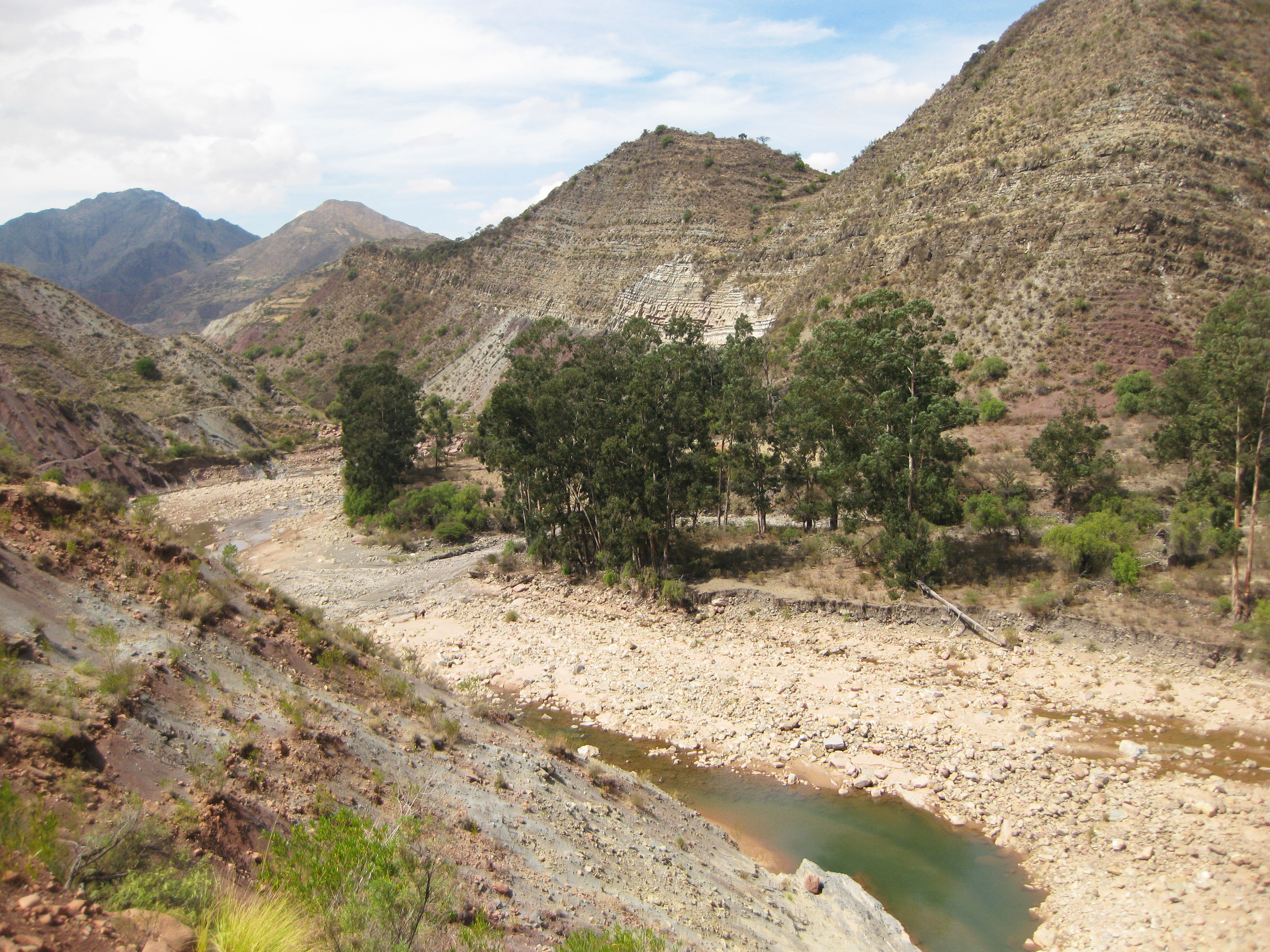

19°35′S 66°25′W / 19.583°S 66.417°W
弗賴萊斯山脈（西班牙語：Cordillera de los Frailes）是玻利維亞的山脈，位於波托西省西北部，處於與丘基薩卡省接壤的界線，屬於安第斯山脈的一部分，最高點海拔高度5,438米。